# Astragalus fridae
Astragalus fridae es una especie de planta del género Astragalus, de la familia de las leguminosas, orden Fabales.

## Distribución
Astragalus fridae se distribuye por Irán.

## Taxonomía
Fue descrita científicamente por Rech. fil. Fue publicada en Repert. Spec. Nov. Regni Veg. 48: 122 (1940).